# Gęś (województwo lubelskie)
Gęś – wieś w Polsce położona w województwie lubelskim, w powiecie parczewskim, w gminie Jabłoń.
Wieś posiadał w 1673 roku starościc lubelski Mikołaj Andrzej Firlej, leżała w ziemi mielnickiej województwa podlaskiego w 1795 roku. W latach 1975–1998 miejscowość administracyjnie należała do województwa bialskopodlaskiego.
Wieś stanowi sołectwo w gminie Jabłoń. Według Narodowego Spisu Powszechnego z roku 2011 wieś liczyła 648 mieszkańców.
Miejscowość jest siedzibą rzymskokatolickiej parafia pw. św. Jozafata.

## Etymologia
Nazwa wsi pochodzi od apelatywu gęś, w języku białoruskim „huś”. Stąd w roku 1576 występuje Husz, Huss w roku 1578. Nazwa Gęś występuje w dokumentach źródłowych od roku 1662.

## Historia
W wieku XIX opisano Gęś jako wieś i folwark w powiecie radzyńskim, gminie Jabłoń, parafii Gęś. We wsi cerkiew parafialna dla ludności rusińskiej (była tu już w 1665) i szkoła początkowa. W spisie z roku 1827 zliczono w Gęsi 113 domów i 918 mieszkańców. W roku 1881 było tu 137 domów i 865 mieszkańców z gruntem 2816 morgi, W roku 1861 fol wsi Gęś miał 450 mórg ziemi.